# 楚加奇山脈
楚加奇山脈（Chugach Mountains），是美国阿拉斯加州南部的山脉，也是科迪勒拉山系最北的延伸之一。楚加奇山基本是东西走向，长度约为500公里，最高点馬庫斯貝克峰（Mount Marcus Baker）海拔4016米。“楚加奇”一名来自俄罗斯人记录下的当地因纽特人部落的名称。